# Рязанов, Меркурий Степанович
Меркурий Степанович Рязанов (1741, Шарташ, Пермская губерния — 1 (13) июня 1814) — екатеринбургский купец 1-й гильдии, первый городской голова Екатеринбурга (с 1787 по 1790 года), представитель купеческой династии Рязановых.

## Биография
Родился в 1741 году в старообрядческой деревне Шарташ близ Екатеринбурга.
В 1761 году, двадцати лет от роду, в числе иных шарташских ревнителей «древлего благочестия» Рязанов угодил под следствие Тобольской духовной консистории. Однако от своих религиозных убеждений не отрекся и уже в конце 1760-х годах был избран старостой «кержацкой» общины трех деревень: собственно Шарташа, Сарапулки и Становой.
В середине 1770-х годом был записан в екатеринбургское купечество и к 1780 году сумел перейти из 3-й гильдии во 2-ю.
В 1781—1782 годах выполнял обязанности старосты «екатеринбургского гражданства» — купцов, мещан и цеховых.
Меркурий Степанович занимался мясным и сальным торгом, владел салотопенным заводом в Шарташе. Совершал торговые поездки в Казань, Нижний Новгород, Москву, Петербург.
В 1786 году вновь попал под следствие за то, что нанимал на работу беглых. Но уже 26 сентября 1787 года был выбран городским головой на основании Городового положения. В соответствии с Жалованной грамотой городам 1785 года он первым возглавил общую и шестигласную городскую думу. Пост городского головы занимал с сентября 1787 года по октябрь 1790 года. В этот период в Екатеринбурге были утверждены принципы управления муниципальной собственностью («общественной казной» и «общественными строениями») и принят план перспективной городской застройки (в частности, строительства и ремонта дорог и мостов на собираемые с купечества и мещан деньги). Одновременно были определены районы заселения обывателей, началось составление книгиперечня городского населения всех сословий и ведомств, введен поземельный налог с лавок и харчевен, регламентирована городская торговля (в том числе для лиц иногородних), утверждены торговые линии на гостином дворе по видам товаров, казенные лавки переданы в общественное содержание, запрещены постои в домах купцов, мещан и обывателей заводского ведомства без определения на то городской думы, а также учреждены общественная богадельня и народное училище. Помимо этого была проведена многоэтапная акция по ограничению мясного и сального промысла в Екатеринбурге и окрестностях для иногороднего населения, в результате которой большая часть живущих торгами шарташских крестьян записалась екатеринбургскими купцами и мещанами. Торговля на Екатеринбургском гостином дворе приобрела характер региональной ярмарки, а мясной и сальный промысел — имперское значение.
В 1801 году Меркурий Степанович Рязанов и его сыновья Пётр, Терентий, Василий и Яким были записаны в первогильдейское купечество, так как фактически династия купцов Рязановых в конце XVIII века стала крупнейшим в Екатеринбурге производителем животных жиров — сырья для свечного, мыловаренного, суконного, фармацевтического производств.
В 1800-е года они, помимо торгов и управления двумя собственными салотопенными заводами, занимались заводскими подрядами: поставляли железо на пристани и горновой камень — на заводы.